# 姫島 (愛知県田原市)
姫島（ひめしま）は、三河湾に浮かぶ無人島。愛知県田原市片浜町に属する。

## 概要
田原市片浜地区の北およそ4 kmにある同市唯一の島。周囲4 km弱、標高62.1 mの小山で、東西に長い楕円形をしている。島の山頂には本島唯一の三等三角点（点名が「姫島」、標高62.07m）が設置されている。蔵王山や衣笠山などの「田原山脈」と同系で、海岸は岩石で覆われ、麓から頂上まで笹や小松が茂る。半島の笠山（78.9 m）と同じ内部冷却型の火山で、火成岩の斑糲岩や蛇紋岩を見ることができる。
古くから倭姫命の伝説があり、古墳が一基存ずる。
以前は「飛馬島」（読み同じ）と呼ばれ、寛文10年（1670年）の藩日記「万留書」に初めてその名が見える。「三河雑抄」には「姫嶋─前芝ヲ乗出シテ海上二里余ニシテ左ノ方ニ見ユ、此島ニ野馬有ト云」とあり、「三河国名所図絵」にも「飛馬島 波瀬村より一里許海上に有。統叢考に云往昔右大将頼朝卿宝飯郡丹野村御堂山に馬を奉納あり。其馬出て引馬の若草をはむ。夫より引馬を御馬て号す。彼馬蒼海を游きて南方の島に至る故に其辺を飛馬島と号くと見ゆ」とある。正徳元年（1711年）の藩日記「万留帳」には、放牧駒は牡馬6頭、牝馬1島と記されている。江戸時代の『田原城主考』では「飛馬嶋」と記されアサリやモズクの産地としている。江戸時代には田原藩により馬の放牧が行われていた。
島では畑作が行われていた時期もあり、島内には風をよけるために植えられたヒサカキやイヌマキ、区画のための石垣などが現存する。昭和40年代に観光開発計画があったが中止となっている。

## ギャラリー
- 田原市緑が浜から望む姫島
- 笠山から見た姫島
- 姫島（田原市）を空撮
- 姫島の空中写真。1988年撮影。
国土交通省 国土地理院 地図・空中写真閲覧サービスの空中写真を基に作成
- 姫島（田原市）の空中写真。2020年撮影。
国土交通省 国土地理院 地図・空中写真閲覧サービスの空中写真を基に作成